# Rebecca Ryan
Rebecca Ryan (née le 27 avril 1991) est une actrice anglaise.

## Filmographie

### Télévision
| An        | Titre                   | Rôle             | Note       |
| --------- | ----------------------- | ---------------- | ---------- |
| 2003      | State of Play           |                  |            |
|           | Holby City              |                  |            |
| 2004-2009 | Shameless               | Debbie Gallagher |            |
| 2004-2007 | Stupid!                 |                  |            |
| 2006      | Emmerdale               | Carly Hope       |            |
| 2009      | Celebrity Big Brother 6 | elle-même        | 1 épisode  |
| 2009      | Casualty                |                  | 1 épisode  |
| 2009-2011 | Waterloo Road           | Vicky MacDonald  |            |
| 2010      | Doctors                 | Ellie McCall     | 5 épisodes |
| 2011      | Let's Dance             | elle-même        |            |
| 2012      | Monroe                  | Grace            |            |
| 2014      | DCI Banks               | Erin Doyle       |            |

### Film
| An   | Titre     | Rôle | Note          |
| ---- | --------- | ---- | ------------- |
| 2006 | The Draft |      | Court métrage |